# Hietos
Hietos (en grec antic Ὕηττος) era una ciutat de Beòcia que es deia que l'havia fundat un argiu de nom Hietos (o Hiet), el primer home que en va matar un altre quan va trobar la seva dona cometent adulteri, i va ser desterrat a Beòcia.
En temps de Pausànias la ciutat tenia un temple d'Asclepi molt freqüentat pels malalts, perquè el temple tenia fama de curar tota mena de malalties. La representació del déu era una pedra basta. Diu també que es trobava vora del llac Copais, a 7 estadis d'Olmones i a 20 estadis de Cirtone.